# Artur Gwiżdż
Artur Gwiżdż (ur. 25 czerwca 1984 w Krynicy-Zdroju) – polski hokeista.

## Kariera
- KTH Krynica (2001-2002)
  -  SMS I Sosnowiec (2002-2003)
- KTH Krynica (2002-2003)
- GKS Tychy (2003-2009)
- Akuna Naprzód Janów (2009-2010)
- GKS Tychy (2010-2012)
- HC GKS Katowice (2012-2013)
- GKS Tychy (2013-2014)

Wychowanek klubu KTH Krynica. Absolwent NLO SMS PZHL Sosnowiec z 2003. Od 2003 do 2009 zawodnik GKS Tychy. W sezonie 2009/2010 występował w Naprzodzie Janów. W kolejnym sezonie ponownie występował w GKS Tychy. W kolejnym sezonie 2012/2013 reprezentował zespół HC GKS Katowice. Przed startem sezonu 2013/2014 po raz trzeci w karierze podpisał kontrakt z GKS Tychy. Po sezonie 2013/2014 przerwał karierę.
W trakcie kariery określany pseudonimem Gwizdek.